# Церковь Святого Роха (Лиссабон)
Церковь Святого Роха в Лиссабоне — одна из старейших иезуитских церквей мира и самая ранняя иезуитская церковь в португалоязычных странах.

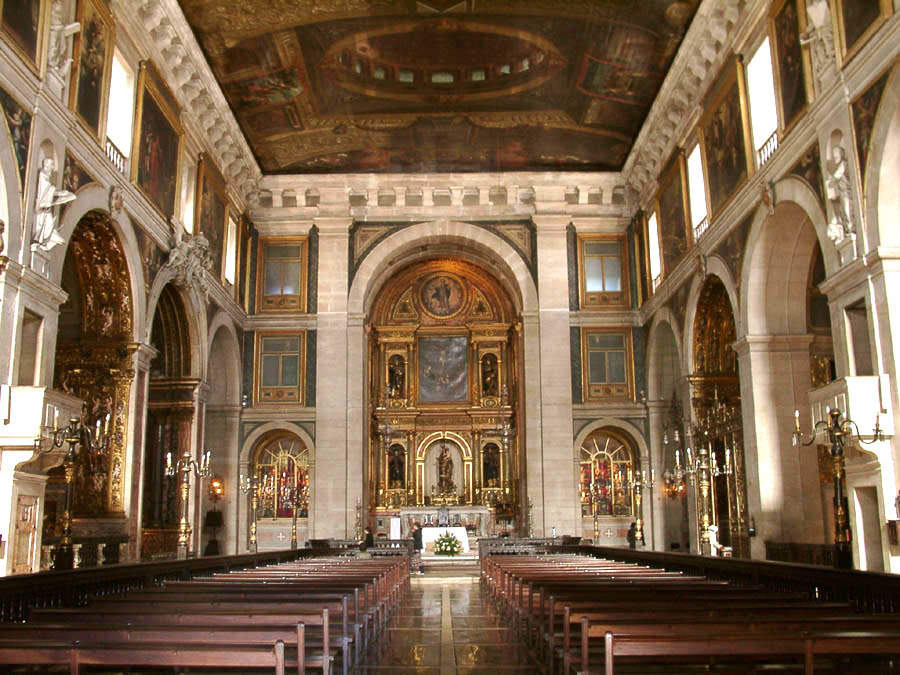
Интерьер храма

В 1553 году Общество Иисуса получило старую часовню Святого Роха и обязалось построить на этом месте новую церковь. Она строилась во второй половине шестнадцатого века по проекту Афонсо Алвареша и его племянника Бартоломеу.
Интерьер церкви составляют восемь капелл, алтарное пространство и поперечный трансепт. При нарочито скромном фасаде изнутри церковь богато украшена позолотой, плиткой и мрамором. Особенно славится пышное барочное убранство капелл.
При Жуане V из Рима была перевезена и собрана внутри церкви капелла Св. Иоанна Крестителя, над которой работали знаменитые римские архитекторы Никола Сальви и Луиджи Ванвителли.